# Êutiques
Êutiques foi um monge de Constantinopla, que fundamentou a heresia do monofisismo. Êutiques negava que Cristo, após a encarnação, tinha duas naturezas perfeitas. Nasceu no ano de 378, provavelmente em Constantinopla. Ingressou na vida monástica num mosteiro da capital, onde teve como superior um abade de nome Máximo, ferrenho adversário do nestorianismo. Nascia assim, graças à sua formação religiosa, um repúdio intransigente pelas doutrinas que versavam sobre a existência da dualidade da natureza de Cristo.
Já como sacerdote, Êutiques começou a participar ativamente das questões doutrinárias.
Pelos idos de 440, ele converteu-se numa figura de grande projeção no monofisismo em Constantinopla e, quando subiu ao poder, em 441, principiou uma campanha fulminante contra o nestorianismo, atacando a todos a quem julgava suspeitos. Assim, denunciou a Teodoreto de Ciro, Ibas de Edessa, Dono II de Antioquia (442-449) e até Flaviano de Constantinopla, numa carta enviada por si à sé romana.
Em 8 de novembro de 448, num sínodo regional em Constantinopla presidido pelo patriarca Flaviano, Eusébio de Dorileia, um dos primeiros que haviam sido denunciados por ele como adepto ou simpatizante do nestorianismo, acusou-o de heresia. O sínodo, depois de uma turbulenta onda de acontecimentos políticos, concluiu pela condenação de Êutiques como herético.
Torna-se muito difícil saber precisamente qual a base fundamental da doutrina cristológica defendida por Êutiques, seja porque nenhum de seus escritos sobreviveu até aos tempos presentes, seja pela imprecisão ou inconsistência da mesma. Pode-se considerá-lo, entretanto, como o criador ou inspirador do monofisismo ou seja, a consideração de uma única natureza em Cristo e que as duas naturezas se fundiram numa só depois da encarnação e que ele, Cristo, não seria humano, portanto.

## O monofisismo eutiquiano
Em 448, Flaviano de Constantinopla condenou a heresia de Êutiques. No entanto, Êutiques aliou-se, nas palavras de Alban Butler, com todos os maus elementos da corte bizantina.
O patriarca de Alexandria Dióscoro I, tido como o primeiro monofisista, descontente com as decisões do Concílio de Constantinopla em 448, que havia condenado Êutiques, convocou outro concílio em Éfeso, no ano seguinte, onde se concluiu pela reabilitação de Êutiques e pela condenação do Patriarca Flaviano.
Presidido por Dióscoro, Êutiques entrou no Concílio cercado de soldados romanos. Dióscoro recusou-se a ler a carta doutrinária do papa Leão I, o Tomo ad Flavianus. Quando Flaviano apelou à Sé Romana, Dióscoro esqueceu sua missão apostólica e recorreu à violência: Flaviano foi surrado, pisoteado e banido; e morreu poucos dias depois. Este Concílio ficou conhecido como o Latrocínio de Éfeso ou "Sínodo de Ladrões".
Com a morte de Teodósio II (408-450), Pulquéria e Marciano (450-457), com o apoio de Leão I, convocaram um novo Concílio, este em Calcedônia (o 4º Ecumênico) que ocorreu entre oito de Outubro e 1 de Novembro de 451, com a participação de 350 bispos, e no qual de concluiu, entre outros assuntos, pela:
- Condenação da simonia, de casamentos mistos e ordenações absolutas.
- Deposição e condenação de Êutiques de Constantinopla (criador do monofisismo) e Dióscoro I (444-451) de Alexandria.[10]

Entretanto, o monofisismo eutiquiano não morreria. Ele dividiu e continuaria dividindo o mundo cristão.